# Alometria evolutiva craniana
Alometria evolutiva craniana (CREA) é uma teoria científica sobre as tendências na forma de crânios mamíferos durante o curso da evolução, de acordo com o tamanho do corpo (por exemplo, allometry). Especificamente, a teoria postula que há uma propensão entre intimamente relacionados mamíferos grupos para os crânios das espécies menores para serem curtos e os de espécies maiores, para serem longos. Esta tendência parece manter-se verdadeira para a placenta, assim como os mamíferos não-placentários, e é muito robusta. Exemplos de grupos que apresentam esta característica incluem antílopes, os morcegos frugívoros, mongooses, esquilos e cangurus bem como felinos.
Acredita-se que a razão para esta tendência tem a ver com tamanho de constrangimentos relacionados com a formação e o desenvolvimento do crânio dos mamíferos. O comprimento facial é um dos exemplos mais conhecidos de heterocronia.